# Championnat de Belgique d'échecs
Le championnat d'échecs de Belgique est une compétition d'échecs organisée annuellement par la Fédération royale belge des échecs afin de déterminer le champion de Belgique.
Les premiers tournois non officiels sont organisés par le Cercle des échecs de Bruxelles. En 1920, la Fédération belge des échecs est créée à l'initiative des quatre principaux clubs nationaux : Bruxelles, Anvers, Gand et Liège. C'est l'année suivante qu'a lieu le premier championnat de Belgique officiel.
Dans les premières éditions, deux titres distincts sont attribués : le champion de Belgique, réservé aux nationaux, et le champion de la fédération.
Un championnat féminin est organisé en parallèle depuis 1938. En 1970, la fédération est renommée en Fédération royale belge des échecs et seul le titre de champion de Belgique est décerné désormais.

## Multiples vainqueurs
13 titres de champion de Belgique et  7 victoires au championnat de la fédération
Albéric O'Kelly
- champion de Belgique en 1937, 1938, 1944, 1951, 1952, 1953 et 1956
- vainqueur du championnat de la fédération en 1937, 1938, 1942, 1943, 1944, 1946, 1947, 1951, 1952, 1953, 1956, 1957 et 1959
- également vainqueur du « championnat national de Belgique » (non officiel) en 1936

9 victoires au championnat de la fédération
- Frits van Seters (en 1940, 1942, 1949, 1959, 1962, 1965, 1966, 1967 et 1970)

7 titres de champion de Belgique
- Richard Meulders (en 1978, 1981, 1983, 1985, 1988, 1989 et 1991)

6 titres de champion de Belgique
- Edgard Colle (en 1922, 1924, 1925, 1926, 1928 et 1929)
- Paul Devos (en) (en 1933, 1937, 1940, 1941, 1945 et 1948, également vainqueur du « championnat international de Belgique » en 1936)

5 titres de champion de Belgique
- Mher Hovhanisian (en 2009, 2010, 2015, 2017 et 2018)
- Alexandre Dgebuadze (en 2002, 2004, 2005, 2007 et 2020)

5 victoires au championnat de la fédération
- Victor Soultanbeïeff (en 1932, 1934, 1943, 1957 et 1961)

4 titres de champion
- Robert Willaert (en 1960, 1962, 1968 et 1973)
- Jozef Boey (en 1959, 1964, 1965 et 1971)
- Michel Jadoul (en 1984, 1988, 1990 et 1992)
- Ekrem Cekro (en 1994, 1995, 1997 et 1998)
- Daniel Dardha (en 2019, 2021, 2022 et 2024)

3 titres de champion
- Georges Koltanowski (en 1923, 1930 et 1936)
- Tanguy Ringoir (en 2012, 2013 et 2016)

3 victoires au championnat de la fédération
- Borouch Dyner (Pologne, en 1932, 1933 et 1935)

2 titres de champion
- E. E. Middleton (en 1905 et 1906)
- Arthur Dunkelblum (en 1935 et 1949)
- Jos Gobert (en 1954 et 1955)
- Paul Limbos (en 1961 et 1963)
- Johan Goormachtigh (en 1975 et 1982)
- Alain Defize (en 1980 et 1983)
- Geert Van der Stricht (en 2003 et 2014)
- Bart Michiels (en 2004 et 2011)

## Palmarès

### 1901 à 1913: championnats non officiels
Middleton, vainqueur en 1905 et 1906, était un joueur britannique résidant à Bruxelles où étaient disputés les championnats.
| Année | Champion de Belgique | Notes                                                                           |
| ----- | -------------------- | ------------------------------------------------------------------------------- |
| 1901  | Eugène Pécher        | « Considéré comme le champion de Belgique », Pécher est mort en septembre 1907. |
| 1905  | E.E. Middleton       | Le championnat débuta le 3 novembre 1904.Match entre Middleton et F-H. Königs.  |
| 1906  | E.E. Middleton       | Championnat commencé le 25 novembre 1905.Match entre Middelton et F.H. Königs.  |
| 1913  | F-H. Königs          | Aucun détail n'est connu.                                                       |

### 1921 à 1931
| Année     | Villes                          | Champion de Belgique                 | Vainqueur du congrès                 | Notes                                                                                      |
| --------- | ------------------------------- | ------------------------------------ | ------------------------------------ | ------------------------------------------------------------------------------------------ |
| 1921-1922 | Bruxelles                       | Nicolas Borochowitz (ou Boruchowitz) | Nicolas Borochowitz (ou Boruchowitz) | 2e : Colle (7 joueurs)                                                                     |
| 1922      | Anvers                          | Edgard Colle                         | Edgard Colle                         | 2e : Koltanowski (5 joueurs)                                                               |
| 1923      | Gand                            | Georges Koltanowski                  | Georges Koltanowski                  | 2e-3e : Colle et Sapira (7 joueurs)                                                        |
| 1924      | Bruxelles                       | Edgard Colle                         | Edgard Colle                         | 2e : André Tackels (6 joueurs)                                                             |
| 1925      | Bruxelles (congrès)Gand (match) | Edgard Colle                         | Edgard Colle                         | 2e du congrès : Sapira (6 joueurs). Colle remporte le congrès et bat Koltanowski en match. |
| 1926-1927 | Gand et Bruxelles (match)       | Edgard Colle                         |                                      | Le congrès de 1926 ne fut pas organisé. Colle bat Tackels en match disputé en 1927.        |
| 1927      | Gand (congrès)                  |                                      | George Koltanowski                   | Match Colle-Koltanowski non disputé. Le titre de champion de Belgique n'est pas décerné.   |
| 1928-1929 | Gand                            | Edgard Colle                         | Edgard Colle                         | 2e : Koltanowski (tournoi à 4 disputé en février 1929)                                     |
| 1929      | Anvers et Bruxelles             | Edgard Colle                         | Edgard Colle                         | (tournoi à 3 disputé en décembre 1929)                                                     |
| 1930      | Verviers                        | Georges Koltanowski                  | Georges Koltanowski                  | 2e : Engelmann (5 joueurs) (Koltanowski gagne en l'absence de Colle)                       |
| 1931      | Bruxelles                       | Marcel Barzin                        | Marcel Barzin                        | (tournoi disputé sans les meilleurs Belges)                                                |

### 1932 à 1937
| Année | Villes    | Champion(s) de Belgique                  | Champion(s) de la fédération                         | Notes                                                                                          |
| ----- | --------- | ---------------------------------------- | ---------------------------------------------------- | ---------------------------------------------------------------------------------------------- |
| 1932  | Bruxelles | J. Kornreich (3e-4e)                     | Boruch Dyner (Pologne) Victor Soultanbeieff (Russie) | Georges Koltanowski est absent.                                                                |
| 1933  | Bruxelles | Paul Devos (2e)                          | Boruch Dyner (Pologne)                               | Arthur Dunkelblum (3e) n'obtint la nationalité belge qu'en 1935.                               |
| 1934  | Liège     | Titre non attribué en 1934               | Victor Soultanbeieff (Russie)                        | Arthur Dunkelblum finit 3e.Les 1ers Belges finissent 4e-6e avec moins de la moitié des points. |
| 1935  | Anvers    | Arthur Dunkelblum (2e)                   | Boruch Dyner (Pologne)                               | 3e : Frits van Seters                                                                          |
| 1936  | Gand      | Georges Koltanowski (champion de la FBE) | Georges Koltanowski (champion de la FBE)             | 2e : Arthur DunkelblumDeux autres championnats non officiels sont organisés à Bruxelles.       |
| 1937  | Bruxelles | Paul Devos et Albéric O'Kelly            | Paul Devos et Albéric O'Kelly                        | Match de barrage terminé par l'égalité.                                                        |

En 1936, Koltanowski remporta le championnat de la FBE à Gand ; Paul Devos gagna le championnat international de Belgique (à Bruxelles) et Albéric O'Kelly remporta le championnat national de Belgique (à Bruxelles).

### 1938 à 1961
| Année | Ville         | Champion(s) de Belgique                                                   | Champion(s) de la fédération                               | Championne de Belgique              |
| ----- | ------------- | ------------------------------------------------------------------------- | ---------------------------------------------------------- | ----------------------------------- |
| 1938  | Namur         | Albéric O'Kelly                                                           | Albéric O'Kelly                                            | M. Stoffels                         |
| 1939  | Liège         | Championnat masculin non disputé                                          | Championnat masculin non disputé                           | M. Stoffels                         |
| 1940  | Gand          | Paul Devos (2e)                                                           | Frits van Seters                                           | M. Stoffels                         |
| 1941  | Bruxelles     | Paul Devos                                                                | Paul Devos                                                 | Elisabeth Cuypers                   |
| 1942  | Bruxelles     | Albéric O'Kelly (2e)                                                      | Frits van Seters                                           | M. Stoffels                         |
| 1943  | Bruxelles     | Albéric O'Kelly (2e-3e)                                                   | Victor Soultanbeieff                                       | Elisabeth Cuypers                   |
| 1944  | Bruxelles     | Albéric O'Kelly (1er-2e)                                                  | Louis Ambühl (Suisse) Albéric O'Kelly                      | M. Stoffels                         |
| 1945  | Gand          | Paul Devos                                                                | Paul Devos (champion FBE à Bruxelles)                      | Elisabeth Cuypers                   |
| 1946  | Anvers        | Albéric O'Kelly (bat Robert Lemaire en match de départage)                | Championnat FBE suspendu de 1946 à 1948                    | non disputé                         |
| 1947  | Ostende       | Albéric O'Kelly                                                           | Championnat FBE suspendu de 1946 à 1948                    | Spoormans                           |
| 1948  | Bruges        | Paul Devos                                                                | Championnat FBE suspendu de 1946 à 1948                    | Simone Bussers                      |
| 1949  | Bruges        | Arthur Dunkelblum                                                         | Frits van Seters (champion FBE à Anvers)                   | Simone Bussers                      |
| 1950  | Gand          | Robert Lemaire                                                            | Championnat FBE non disputé                                | Simone Bussers                      |
| 1951  | Verviers      | Albéric O'Kelly                                                           | Albéric O'Kelly (champion FBE à Bruxelles)                 | Simone Bussers                      |
| 1952  | Gand          | Albéric O'Kelly                                                           | Albéric O'Kelly (champion FBE à Bruxelles)                 | Simone Bussers                      |
| 1953  | Eupen         | Albéric O'Kelly                                                           | Albéric O'Kelly (champion FBE à Anvers)                    |                                     |
| 1954  | Bruges        | Jos Gobert                                                                | Championnat FBE non disputé                                | Louise Loeffler (br) (au départage) |
| 1955  | Merksem       | Jos Gobert (remporte le départage devant Limbos et Lemaire)               | Championnat FBE non disputé                                | Louisa Ceulemans (br)               |
| 1956  | Blankenberghe | Albéric O'Kelly                                                           | Albéric O'Kelly (champion FBE à Bruxelles)                 | Louisa Ceulemans (br)               |
| 1957  | Blankenberghe | Albéric O'Kelly                                                           | Victor Soultanbeieff (champion FBE à Anvers)               |                                     |
| 1958  | Blankenberghe | Alfons Franck                                                             | Joseph Boey (champion FBE à Bruxelles)                     | Louise Loeffler                     |
| 1959  | Blankenberghe | Albéric O'Kelly Joseph Boey (le titre est partagé)                        | Frits van Seters (champion FBE à Bruxelles)                | Louise Loeffler                     |
| 1960  | Gand          | Robert Willaert (vainqueur au départage Sonneborne-Berger devant Lemaire) | Nikola Karaklajić (Yougoslavie) (champion FBE à Bruxelles) | Louise Loeffler                     |
| 1961  | Heist-sur-Mer | Paul Limbos                                                               | Victor Soultanbeieff (champion FBE à Anderlecht)           | Louise Loeffler                     |

### 1962 à 1973
| Année | Ville     | Champion(s) de Belgique                                  | Champion(s) de la fédération                         | Joueurs | Championne de Belgique |
| ----- | --------- | -------------------------------------------------------- | ---------------------------------------------------- | ------- | ---------------------- |
| 1962  | Bruxelles | Robert Willaert (1er-2e)                                 | Frits van Seters (1er-2e)                            | 12      | non disputé            |
| 1963  | Gand      | Paul Limbos                                              | Paul Limbos                                          | 12      | non disputé            |
| 1964  | Malines   | Joseph Boey                                              | Joseph Boey                                          | 12      | E Lancel               |
| 1965  | Anvers    | Joseph Boey (2e)                                         | Frits van Seters                                     | 12      | non disputé            |
| 1966  | Bruxelles | François Cornelis (1er-2e)                               | Frits van Seters (1er-2e)                            | 12      | non disputé            |
| 1967  | Ostende   | Jan Rooze (2e)                                           | Frits van Seters (1er du tournoi toutes rondes)      | 12      | Louise Loeffler        |
| 1968  | Bruxelles | Robert Willaert Albert Vandezande (2e-3e, titre partagé) | Y. Ebrahimi (Iran) (1er du système suisse)           | 20      | Elisabeth Cuypers      |
| 1969  | Spa       | Helmut Schumacher (système suisse en 11 rondes)          | Helmut Schumacher (système suisse en 11 rondes)      | 24      | non disputé            |
| 1970  | Gand      | Karl Van Schoor (2e)                                     | Frits van Seters (1er du système suisse)             | 24      | Caroline Vanderbeken   |
| 1971  | Bredene   | Jozef Boey et Roeland Verstraeten                        | Jozef Boey et Roeland Verstraeten                    | 24      | non disputé            |
| 1972  | Hasselt   | Robert Willaert (2e)                                     | Friedhelm Freise (Allemagne) (1er du système suisse) | 24      | non disputé            |
| 1973  | Ostende   | Robert Willaert                                          | Robert Willaert                                      | 24      | non disputé            |

### Depuis 1974
| Année | Ville         | Champion(s)                                  | Championne(s)                   |
| ----- | ------------- | -------------------------------------------- | ------------------------------- |
| 1974  | Hasselt       | Jean Moeyersons                              | non disputé                     |
| 1975  | Gand          | Johan Goormachtigh José Tonoli Henri Winants | B. de Corte                     |
| 1976  | Ostende       | Gunter Deleyn                                | non disputé                     |
| 1977  | Ostende       | Ronald Weemaes                               | non disputé                     |
| 1978  | Eupen         | Richard Meulders                             | non disputé                     |
| 1979  | Gand          | Gunter Deleyn                                | non disputé                     |
| 1980  | Saint-Nicolas | Alain Defize                                 | Simonne Peeters                 |
| 1981  | Saint-Nicolas | Richard Meulders Ronny Weemaes               | Simonne Peeters                 |
| 1982  | Zwijnaarde    | Johan Goormachtigh Thierry Penson            | Brenda Decorte                  |
| 1983  | Furnes        | Richard Meulders Alain Defize                | Simonne Peeters                 |
| 1984  | Huy           | Michel Jadoul                                | Simonne Peeters                 |
| 1985  | Gand          | Richard Meulders                             | Isabel Hund                     |
| 1986  | Anderlecht    | Luc Winants                                  | Viviane Caels                   |
| 1987  | Ostende       | Robert Schuermans                            | Viviane Caels                   |
| 1988  | Huy           | Michel Jadoul Richard Meulders               | Chantal Vandevoort              |
| 1989  | Gand          | Richard Meulders                             | Gina Finegold-Linn              |
| 1990  | Brasschaat    | Michel Jadoul                                | Martine Van Hecke               |
| 1991  | Grammont      | Richard Meulders                             | Anne-Marie Maeckelbergh         |
| 1992  | Morlanwelz    | Michel Jadoul                                | Martina Sproten                 |
| 1993  | Visé          | Gorik Cools                                  | Greta Foulon                    |
| 1994  | Charleroi     | Ekrem Cekro                                  | Greta Foulon                    |
| 1995  | Geel          | Ekrem Cekro                                  | Greta Foulon                    |
| 1996  | Geel          | Marc Dutreeuw                                | Snezana Micic                   |
| 1997  | Gand          | Juri Vetemaa Ekrem Cekro                     | Snezana Micic                   |
| 1998  | Liège         | Ekrem Cekro                                  | Chantal Vandevoort              |
| 1999  | Geel          | Pieter Claesen Serge Vanderwaeren            | Iris Neels                      |
| 2000  | Gand          | Vladimir Chouchelov                          | Irina Gorshkova                 |
| 2001  | Charleroi     | Mikhaïl Gourevitch                           | Irina Gorshkova                 |
| 2002  | Borgerhout    | Alexandre Dgebuadze                          | Sophie Brion                    |
| 2003  | Eupen         | Geert Van der Stricht                        | Irina Gorshkova                 |
| 2004  | Westerlo      | Bart Michiels Alexandre Dgebuadze            | Heidi Vints                     |
| 2005  | Alost         | Alexandre Dgebuadze                          | Elena Van Hoecke                |
| 2006  | Namur         | Shahin Mohandesi                             | Marigje Degrande                |
| 2007  | Namur         | Alexandre Dgebuadze                          | Marigje Degrande                |
| 2008  | Eupen         | Bruno Laurent                                | Marigje Degrande Wiebke Barbier |
| 2009  | Namur         | Mher Hovhanisian                             | Hanne Goossens                  |
| 2010  | Westerlo      | Mher Hovhanisian                             | Wiebke Barbier                  |
| 2011  | Berchem       | Bart Michiels                                | Anna Zozulia                    |
| 2012  | Lommel        | Tanguy Ringoir                               | Wiebke Barbier                  |
| 2013  | Anvers        | Tanguy Ringoir                               | Irina Gorshikova                |
| 2014  | Charleroi     | Geert van der Stricht,                       | Astrid Barbier                  |
| 2015  | Schelle       | Mher Hovhanisian                             | Hanne Goossens                  |
| 2016  | Butgenbach    | Tanguy Ringoir                               | Hanne Goossens                  |
| 2017  | Niel          | Mher Hovhanisian                             | Wiebke Barbier                  |
| 2018  | Charleroi     | Mher Hovhanisian                             | Hanne Goossens                  |
| 2019  | Charleroi     | Daniel Dardha                                | Sarah Dierckens                 |
| 2020  | Bruges        | Alexandre Dgebuadze                          | Wiebke Barbier                  |
| 2021  | Bruges        | Daniel Dardha                                | Hanne Goossens                  |
| 2022  |               | Daniel Dardha                                | Tyani de Rycke                  |
| 2023  | Bruges        | Lennert Lenaerts                             | Diana Musabayeva                |
| 2024  | Lierre        | Daniel Dardha                                | Annmarie Muetsch                |

### Championnat 2012 à Lommel
Les tournois open et expert se déroulent en 9 rondes du 30 juin au 8 juillet 2012 à la cadence de 40 coups pour 2 heures + 1 heure KO. Ils sont organisés par le club de Lommel qui fête ses 50 ans d'existence.
Le tournoi expert est un tournoi fermé composé de dix joueurs, Alexandre Dgebuadze 2 558, Vadim Malakhato 2 526, Bart Michiels 2 515, Mher Hovhanisian 2 492, Petar Popović 2 481, Tanguy Ringoir 2 422, Stéphane Hautot 2 395, Stefan Docx 2 360, Stefan Beukema 2 292 et Jelle Sarrau 2 287. Deux joueurs ne peuvent pas prétendre au titre de Champion de Belgique : Mher Hovhanisian qui est sur la liste FIDE de la fédération d’Arménie et Petar Popović qui est sur la liste FIDE de la fédération de Serbie. Ils peuvent néanmoins être déclarés vainqueur du tournoi selon le règlement en vigueur de la Fédération royale belge des échecs.
Tanguy Ringoir remporte le Championnat de Belgique sur une marque de 6,5/9 (-1 =3 +5) et réalise sa première norme de GMI. Tanguy Ringoir, né en 1994, est de Grammont.
Chez les femmes, Barbier Wiebke remporte le titre de championne de Belgique avec un score de 5,5/9 (+5 -3 =1). Il y avait huit femmes parmi les 121 participants du tournoi open.

### Championnat 2019 à Roux (Charleroi)
Daniel Dardha, né le 1er octobre 2005, est le plus jeune champion de Belgique de l'histoire. Le Championnat de Belgique 2019 a eu lieu lors de l’Open international de Charleroi disputé à Roux. Daniel Dardha termine premier ex æquo avec Tanguy Ringoir avec un score de 6/9 (4 victoires et 4 nulles et une défaite) mais obtient un meilleur départage pour le titre de champion de Belgique « Expert ». Il termine devant 3 GMI, Tanguy Ringoir 6/9, Alexandre Dgebuadze 5/9 et  Mher Hovhanisian 5/9.